# Sandefjord Bay
Die Sandefjord Bay (norwegisch Sandefjordhavna ‚Sandefjordhafen‘) ist eine enge und 3 km lange Bucht im Archipel der Südlichen Orkneyinseln. Sie erstreckt sich in nordost-südwestlicher Ausdehnung zwischen dem westlichen Ende von Coronation Island und Monroe Island.
Der britische Walfängerkapitän George Powell und sein US-amerikanisches Pendant Nathaniel Palmer entdeckten sie und kartierten sie grob im Dezember 1821. Die Benennung der Bucht nach der Stadt Sandefjord, Hochburg der norwegischen Walfangindustrie, geht offenbar auf den norwegischen Walfängerkapitän Petter Sørlle im Jahr 1912 zurück. 1933 nahmen Teilnehmer der britischen Discovery Investigations eine Vermessung der Bucht vor.